# ママが料理をつくる理由
『AJINOMOTO Presents ママが料理をつくる理由』（あじのもと プレゼンツ ママがりょうりをつくるわけ）は、フジテレビ系で2007年3月3日の21:00 - 22:54（JST、土曜プレミアム枠）で放送されたスペシャルテレビドラマ。ハイビジョン製作。

## ストーリー
昔は人気があったものの最近は読者アンケートの結果が3ヶ月連続で最下位にいる漫画家・蓬莱節子（久本雅美）は夫・真太郎（葛山信吾）の連れ子とは微妙な関係にあった。一方、間中たまき（広末涼子）はカリスマグルメライターとして注目を集めている。ある日節子の連載中の漫画が打ち切りとなり、担当編集者の村井友之（佐藤隆太）の機転もありグルメ漫画を描くことになる。取材や祖母の料理ノートを頼りに漫画を書き上げ好評を得るが、ネタが尽きてしまったため、編集長の横峰正晴（渡辺いっけい）は、たまきを原作者として節子の漫画につける。

## キャスト
- 蓬莱節子 - 久本雅美
- 間中たまき - 広末涼子
- 横峰正晴 - 渡辺いっけい
- 村井友之 - 佐藤隆太
- 幸田みゆき - 長澤まさみ（特別出演）
- 蓬莱篤 - 國武大志
- 蓬莱真太郎 - 葛山信吾
- 沖野英子 ‐ 田島令子
- 蓬莱貴雄 - 小野武彦

## スタッフ
- 脚本 - 千葉雅子
- 演出 - 平野眞
- プロデュース - 長部聡介

| フジテレビ 土曜プレミアム（2007年3月10日） | フジテレビ 土曜プレミアム（2007年3月10日） | フジテレビ 土曜プレミアム（2007年3月10日） |
| 前番組                                     | 番組名                                     | 次番組                                     |
| ------------------------------------------ | ------------------------------------------ | ------------------------------------------ |
| ローレライ                                 | ママが料理をつくる理由                     | ディープ・インパクト                       |
| フジテレビ系 味の素KK一社提供ドラマ        |                                            |                                            |
| キッチン・ウォーズ                         | ママが料理をつくる理由                     | ---                                        |